# Orthocephalus scorzonerae
Orthocephalus scorzonerae – gatunek pluskwiaka różnoskrzydłego z rodziny tasznikowatych i podrodziny Orthotylinae.
Gatunek ten opisany został w 2000 roku przez I.S. Drapoluka i I.M. Kierżnera, którzy jako miejsce typowe wskazali Quljuqtov. W 2009 roku A. Namiatową i F. Konstantinow dokonali jego redeskrypcji w ramach rewizji rodzaju.
Pluskwiak o ciele długości od 3,9 do 4,2 mm. Ubarwienie czarne z odnóżami żółtymi do jasnopomarańczowych, częściami członów I i II czułków żółtymi do brążowawożółtych, resztą czułków ciemnoszarą i, u samca, dymnoczarniawą zakrywką z 1-2 przezroczystymi miejscami. Owłosienie ciała brązowawe i jasne; na głowie, przedpleczu i wierzchołku odwłoka obecne także ciemne, wzniesione, dłuższe włoski. Samce są długoskrzydłe, a samice krótkoskrzydłe.
Owad znany z Kazachstanu, Uzbekistanu i Turkmenistanu.